# Bruce Spur
Bruce Spur är en utlöpare i Antarktis. Den ligger i havet utanför Östantarktis. Australien gör anspråk på området.